# Comité olympique angolais
Pour les articles homonymes, voir COA.
Le Comité olympique angolais (en portugais : Comité Olímpico Angolano) est le comité national olympique de l'Angola. Il représente le pays au Comité international olympique (CIO) et fédère les fédérations sportives angolaises. Il fait partie de l'Association des comités nationaux olympiques d'Afrique.
Le comité est fondé en 1979 et reconnu par le Comité international olympique en 1980.